# Dětský dům (Praha)
Dětský dům je obchodní a kancelářská nárožní budova s adresami Na příkopě 583/15, Havířská 583/5 na Starém Městě, Praha 1.

## Historie
Dům byl postaven na místě dvou zbořených domů z období baroka a klasicismu na základě vypsané architektonické soutěže. Vyhrál projekt ve stylu konstruktivismu z roku 1925 a stavba pod vedením firmy Václava Nekvasila se uskutečnila v letech 1927–1929 jako Palác vzájemné pojišťovny Praha a Penzijního ústavu čs. peněžnictví. Autorem projektu byl architekt Ludvík Kysela. Kromě pojišťovny v něm sídlily další obchody: luxusní parfumerie Josefa Kammela, pro niž interiér se sochou jezdce navrhl architekt Adolf Loos, a Velká kavárna Praha Bruno Arnošta.
Po druhé světové válce byl přestavěn a v květnu 1950 slavnostně otevřen jako Dětský dům. Název Dětský dům zůstal objektu zachován, i když v období okolo roku 2000 byl dlouhodobě nepronajat a na zboží pro děti se již nespecializuje.

## Popis budovy
Výrazný je parter budovy s výkladci a vstupem do pasáže, která byla později zrušena. Uvnitř se rozkládá hala na výšku několika pater s ochozy. Kanceláře horních pater jsou opatřeny americkými výsuvnými okny. V roce 1950 byl dům adaptován. Budovu vlastní OLREDO spol. s r. o., cílovým vlastníkem je švýcarská společnost Immo-Hold AG.

## Využití
V budově sídlí konfekční obchod Zara a STORM, kancelářské prostory v horních patrech pak využívají zejména advokátní kanceláře.

## Galerie

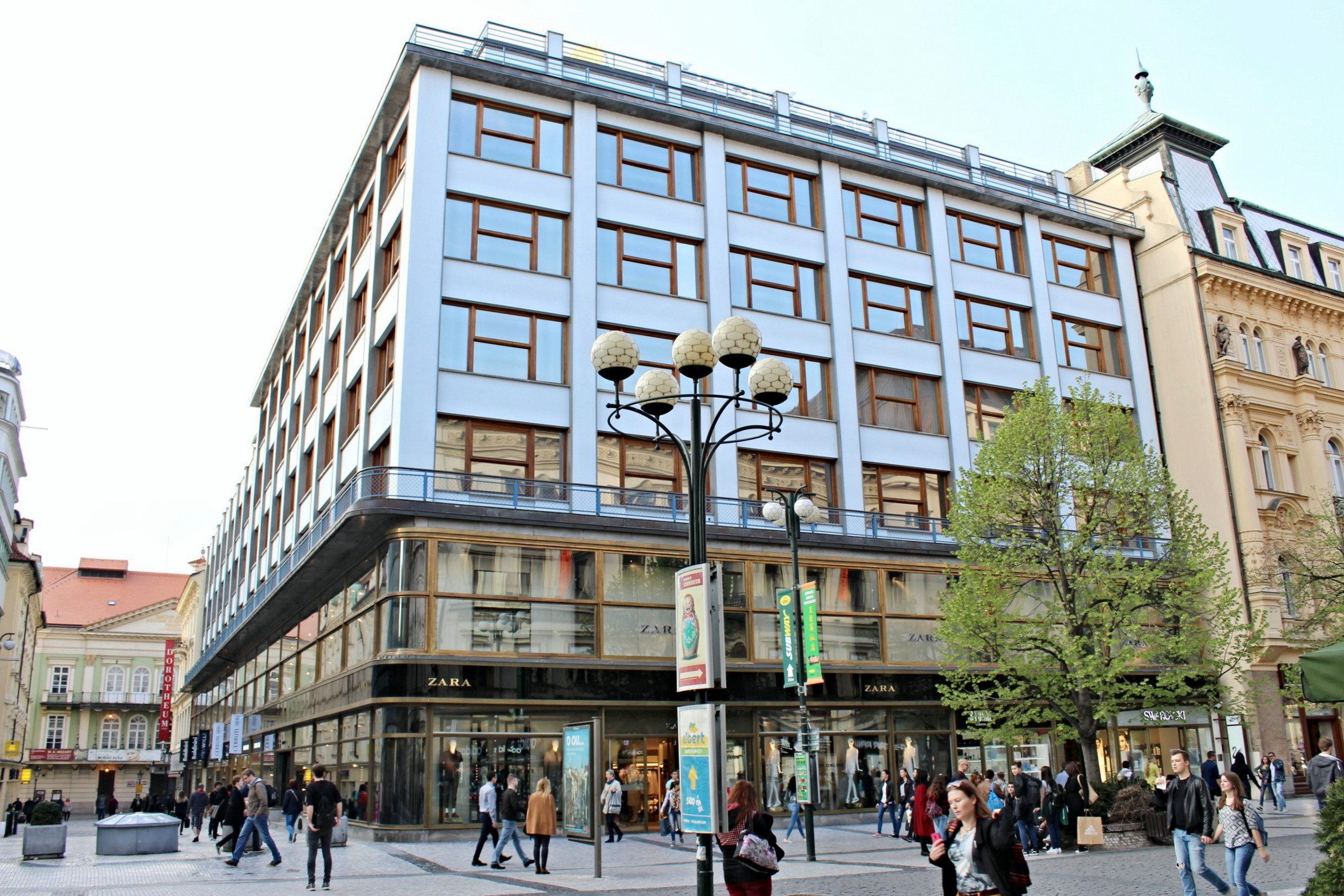
Dětský dům (2016)
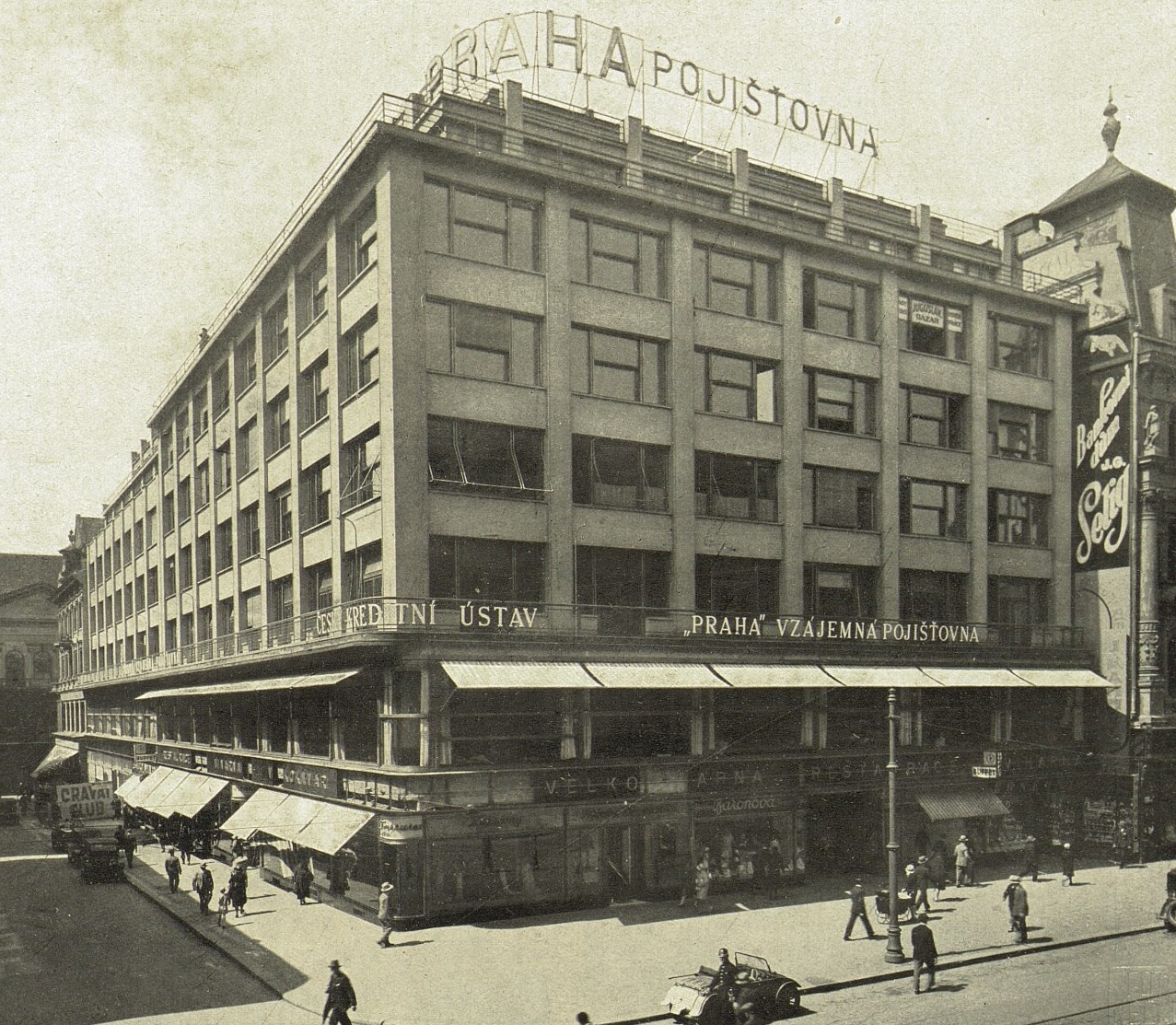
Palác pojišťovny Praha (Dětský dům), 1929
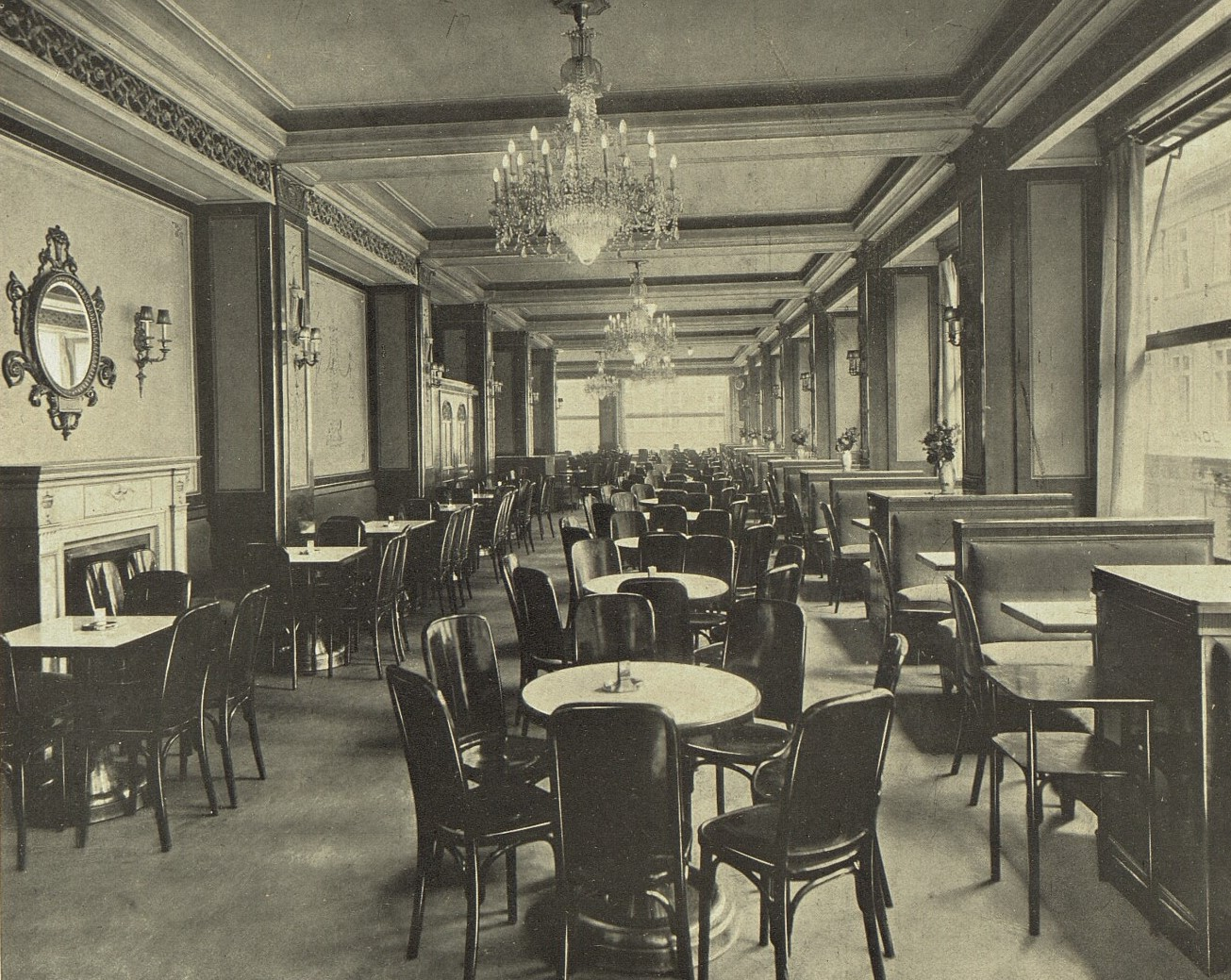
Palác pojišťovny Praha (Dětský dům), kavárna, 1929